# Valeri Gazzàiev
Valeri Gueórguievitx Gazzàiev (en rus Валерий Георгиевич Газзаев, en osset Гæззаты Георгийы фырт Валерæ, Gæzzaty Georgijy fyrt Valeræ) és un entrenador de futbol nascut el 1954 a Vladikavkaz (Ossètia del Nord).
Anteriorment va tenir una destacada etapa com a jugador, en què arribà a jugar com a davanter de la selecció de l'URSS entre els anys 1978 i 1983. Com a entrenador se li reconeix el mèrit d'haver guanyat la lliga russa amb l'equip de la seva ciutat, l'Alània Vladikavkaz, l'any 1995. Després d'entrenar durant 4 temporades el CSKA Moskvà, equip amb què va conquerir la Copa de la UEFA l'any 2005, va passar a entrenar el FC Dinamo de Kíev.
En l'actualitat ha iniciat la seva carrera política, sent diputat de la Duma Estatal.